# الكسندر تالبوت رايس
الكسندر تالبوت رايس (بالإنجليزية: Alexander Talbot Rice)‏ هو رسام بريطاني، ولد في 3 أغسطس 1969.

## وصلات خارجية
- الموقع الرسمي